# Línea La Llotja - Servei Especial (Interurbanos Lérida)
La línea La Llotja - Servei Especial de la red de autobuses interurbanos de Lérida es una línea especial nocturna que circula solo los días que se celebren espectáculos en La Lonja de Lérida.

## Recorrido
Inicia su recorrido en Avenida de Tortosa, Corregidor Escofet, Alcalde Recasens, Avenida Sant Ruf, Prat de la Riba, Balmes, Avenida de Cataluña, Avenida de Madrid, Puente viejo y termina en el Parque de Los Campos Elíseos de Lérida.